# Pavetta viridiloba
Pavetta viridiloba är en måreväxtart som beskrevs av Kurt Krause. Pavetta viridiloba ingår i släktet Pavetta och familjen måreväxter.
Artens utbredningsområde är Kamerun.

## Underarter
Arten delas in i följande underarter:
- P. v. meurillonii
- P. v. viridiloba